# Consultant en référencement
 (mai 2023).
- Si vous ne connaissez pas le sujet, laissez ce bandeau (vous pouvez alors contacter les auteurs).
- Si vous supprimez le contenu mis en cause (vous pouvez préalablement contacter les auteurs),

argumentez précisément cette suppression dans la page de discussion
(un manque de référence n'est pas un argument ; une recherche réelle de référence doit avoir été effectuée, être formellement documentée).
 (mai 2023).
La mise en forme du texte ne suit pas les recommandations de Wikipédia : il faut le « wikifier ».
Les points d'amélioration suivants sont les cas les plus fréquents. Le détail des points à revoir est peut-être précisé sur la page de discussion.
- Les titres sont pré-formatés par le logiciel. Ils ne sont ni en capitales, ni en gras.
- Le texte ne doit pas être écrit en capitales (les noms de famille non plus), ni en gras, ni en italique, ni en « petit »…
- Le gras n'est utilisé que pour surligner le titre de l'article dans l'introduction, une seule fois.
- L'italique est rarement utilisé : mots en langue étrangère, titres d'œuvres, noms de bateaux, etc.
- Les citations ne sont pas en italique mais en corps de texte normal. Elles sont entourées par des guillemets français : « et ».
- Les listes à puces sont à éviter, des paragraphes rédigés étant largement préférés. Les tableaux sont à réserver à la présentation de données structurées (résultats, etc.).
- Les appels de note de bas de page (petits chiffres en exposant, introduits par l'outil «  Source ») sont à placer entre la fin de phrase et le point final[comme ça].
- Les liens internes (vers d'autres articles de Wikipédia) sont à choisir avec parcimonie. Créez des liens vers des articles approfondissant le sujet. Les termes génériques sans rapport avec le sujet sont à éviter, ainsi que les répétitions de liens vers un même terme.
- Les liens externes sont à placer uniquement dans une section « Liens externes », à la fin de l'article. Ces liens sont à choisir avec parcimonie suivant les règles définies. Si un lien sert de source à l'article, son insertion dans le texte est à faire par les notes de bas de page.
- La présentation des références doit suivre les conventions bibliographiques. Il est recommandé d'utiliser les modèles {{Ouvrage}}, {{Chapitre}}, {{Article}}, {{Lien web}} et/ou {{Bibliographie}}. Le mode d'édition visuel peut mettre en forme automatiquement les références.
- Insérer une infobox (cadre d'informations à droite) n'est pas obligatoire pour parachever la mise en page.

Pour une aide détaillée, merci de consulter Aide:Wikification.
Si vous pensez que ces points ont été résolus, vous pouvez retirer ce bandeau et améliorer la mise en forme d'un autre article.
 (mai 2023).
 (mai 2023).
Le consultant en référencement, également connu sous les termes de consultant SEO (Search Engine Optimization) ou SEA (Search Engine Advertising), joue un rôle crucial dans l'univers du marketing digital. Ce professionnel intervient principalement dans l'optimisation de la visibilité et du positionnement d'un site web sur les moteurs de recherche. Sa mission consiste à augmenter le trafic qualifié sur le site de son client, en améliorant le classement de ce dernier dans les résultats de recherche (SEO) ou en créant et gérant des campagnes publicitaires en ligne (SEA).
Dans un contexte numérique de plus en plus concurrentiel, le rôle du consultant en référencement est devenu indispensable. La présence en ligne est désormais incontournable pour toute entreprise, et le référencement constitue l’un des principaux leviers pour garantir cette présence de manière efficace et rentable. La nécessité de maîtriser et d’appliquer les meilleures pratiques en SEO et SEA, en constante évolution, fait du consultant en référencement un acteur clé de la stratégie digitale.

## SEO (Search Engine Optimization)
Le rôle d'un consultant en SEO est d'optimiser la visibilité et le classement d'un site web dans les résultats organiques des moteurs de recherche. Cela implique une multitude de tâches qui exigent des compétences techniques, analytiques et créatives.

### Rôles et responsabilités d'un consultant SEO

#### Évaluation de la performance SEO existante
Avant de proposer des améliorations, le consultant en SEO commence par effectuer un audit du site web existant. Cela comprend l'analyse de la structure du site, l'évaluation du contenu, l'examen des backlinks et l'identification des problèmes techniques qui pourraient entraver la performance SEO.

#### Développement de la stratégie de référencement
Sur la base de l'audit SEO, le consultant élabore une stratégie de référencement adaptée aux objectifs de l'entreprise. Cette stratégie peut impliquer l'amélioration du contenu existant, la création de nouveaux contenus, l'optimisation technique du site, le développement d'une stratégie de backlinks, et l'amélioration de l'expérience utilisateur.

#### Mise en œuvre de la stratégie SEO
Une fois la stratégie définie, le consultant en SEO met en place les actions nécessaires pour améliorer le référencement. Cela peut inclure la modification de la structure du site, l'amélioration de la vitesse de chargement des pages, l'optimisation des balises meta, ou encore le renforcement de l'autorité du site grâce à une stratégie de backlinks efficace.

#### Suivi et optimisation du référencement
Le travail d'un consultant SEO ne s'arrête pas à la mise en place de la stratégie. Il assure également le suivi des performances du site et ajuste la stratégie si nécessaire. Il utilise des outils d'analyse pour mesurer le trafic, suivre les classements des mots clés et identifier les opportunités d'amélioration.

#### Compétences requises pour le SEO
Pour être efficace, un consultant SEO doit posséder une bonne connaissance des algorithmes des moteurs de recherche, une maîtrise des outils d'analyse et de suivi SEO, et des compétences en rédaction web pour créer du contenu optimisé pour le référencement. Des compétences en analyse de données et une certaine maîtrise des aspects techniques du web sont souvent nécessaires. Il doit également faire preuve d'une grande capacité d'adaptation pour rester à jour face aux changements fréquents des moteurs de recherche.

#### Formation et parcours professionnel pour le SEO
Il n'existe pas de parcours standard pour devenir consultant en SEO. Ce métier peut être exercé par des professionnels issus de formations variées, comme le marketing, l'informatique, le journalisme ou la communication.

#### Impact du référencement organique
Un bon référencement organique permet d'augmenter la visibilité d'un site web, d'attirer un trafic qualifié et de générer des conversions. Contrairement aux publicités payantes, les gains obtenus grâce au SEO sont durables.

## SEA (Search Engine Advertising)
Le consultant en SEA, ou consultant en publicité sur les moteurs de recherche, est chargé de la gestion des campagnes publicitaires en ligne, principalement via des plateformes comme Google Ads ou Bing Ads. Son rôle est d'optimiser la visibilité et le retour sur investissement des annonces payantes sur les moteurs de recherche.

### Rôles et responsabilités d'un consultant SEA
Un consultant SEA définit les objectifs publicitaires en accord avec les objectifs commerciaux de l'entreprise. Il sélectionne les mots-clés pertinents, cible le public, rédige les annonces, définit et optimise les enchères.
Son travail nécessite une analyse constante des performances des campagnes pour identifier les opportunités d'optimisation, tester de nouveaux mots-clés, améliorer les annonces et maximiser le retour sur investissement.
Le consultant SEA peut aussi être responsable de la gestion du budget publicitaire. Il doit alors s'assurer que ce budget est utilisé efficacement et que le coût par clic (CPC) ou le coût par acquisition (CPA) reste dans les limites définies par l'entreprise.

#### Compétences requises pour le SEA
Un consultant SEA doit maîtriser les outils de publicité en ligne tels que Google Ads et Bing Ads. Il doit également avoir une bonne connaissance des principes de marketing en ligne, une forte capacité d'analyse pour interpréter les données de performance des campagnes, et une compréhension de la psychologie du consommateur pour créer des annonces attrayantes et persuasives.

#### Formation et parcours professionnel pour le SEA
Il n'y a pas de parcours standard pour devenir consultant SEA. Cependant, une formation en marketing digital, en commerce ou en informatique peut être bénéfique. De plus, des certifications spécifiques aux plateformes publicitaires, comme la certification Google Ads, sont souvent requises par les employeurs.

#### Impact du référencement payant
Le référencement payant permet d'obtenir une visibilité immédiate sur les moteurs de recherche, en particulier pour des mots-clés très concurrentiels. Bien géré, il peut générer un trafic qualifié et augmenter les conversions de manière significative. Cependant, contrairement au SEO, les résultats du SEA ne sont pas durables : une fois que la campagne publicitaire est terminée, la visibilité acquise disparaît.

## Évolutions et tendances du métier de consultant en référencement
Le domaine du référencement est dynamique, avec des changements constants dans les algorithmes des moteurs de recherche et l'émergence de nouvelles technologies. Les consultants en référencement doivent s'adapter et évoluer avec ces tendances pour offrir des services efficaces. L'une des innovations les plus marquantes depuis 2023 environ est l'intervention de l'intelligence artificielle (IA) dans le domaine du référencement, notamment avec des outils comme ChatGPT d'OpenAI.
Le rôle du consultant doit donc évoluer pour utiliser au mieux l'IA, sachant que le rôle humain reste essentiel pour interpréter les informations, faire preuve de créativité et comprendre le contexte et les nuances de la communication humaine.

### Impact de l'IA sur le SEO
En SEO, l'IA peut aider à comprendre et à prédire les comportements de recherche des utilisateurs, à optimiser le contenu pour les mots-clés pertinents, et à améliorer l'expérience utilisateur sur le site. Par exemple, les outils d'IA peuvent analyser d'énormes ensembles de données pour identifier les tendances et fournir des informations qui peuvent guider la stratégie SEO. Cette stratégie peut également inclure une optimisation pour la recherche vocale, qui est de plus en plus importante avec l'utilisation croissante des assistants vocaux.

### Impact de l'IA sur le SEA
Dans le domaine du SEA, l'IA peut améliorer l'efficacité des campagnes publicitaires en automatisant certaines tâches, comme l'ajustement des enchères, le ciblage des annonces, et l'analyse des performances. Par exemple, des outils comme ChatGPT peuvent être utilisés pour générer du texte pour les annonces ou des méta-descriptions, ce qui peut aider à augmenter l'efficacité et à gagner du temps.